# Dannenberg

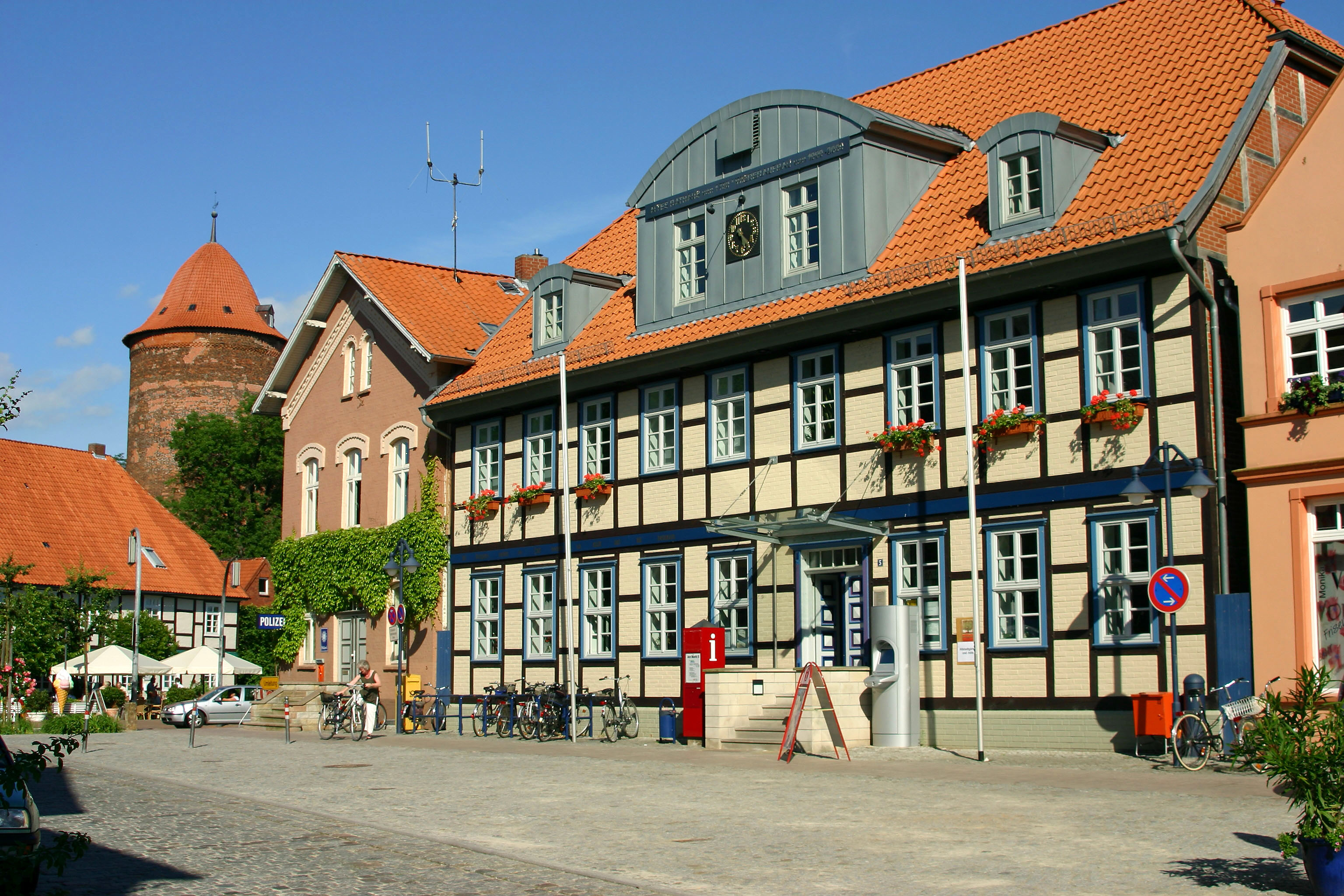
Old city hall of Dannenberg

Dannenberg là một thị xã ở huyện Lüchow-Dannenberg, bang Niedersachsen, Đức. Đô thị này có diện tích 76,31 km². Đô thị này nằm bên sông Elbe, cự ly khoảng 30 km về phía bắc của Salzwedel, và 50 km về phía đông nam Lüneburg. Dannenberg có dân số khoảng 8373 người (cuối năm 207).
Đây là thủ phủ Samtgemeinde ("đô thị tập thể") Elbtalaue.

## Thành phố kết nghĩa
- Łask, Ba Lan (1999)